# ژیل باک
ژیل باک (انگلیسی: Gilles Bocq؛ زادهٔ ۲۳ ژانویهٔ ۱۹۵۰) بازیکن فوتبال است.